# Історична статистика
Історична статистика (від лат. status — стан, стан справ з точки зору закону) — допоміжний міждисциплінарний напрям досліджень, який поєднує традиційний для історіографії аналіз письмових джерел з опрацюванням масових (кількісних або якісних) даних за допомогою методів математичної статистики. Оскільки характер та параметри статистистичної (масової числової) інформації для різних історичних періодів та регіонів є вельми різними та специфічними (а в деяких аспектах малозначущими або відсутніми), то С.і. не виокремилася як усталена історична субдисципліна з власним предметом. Через це вона є лише допоміжним методом, використання якого може бути ситуативним, не завжди конче необхідним, і залежати від кількості та характеру історичних джерел, наявних у конкретного історика. Використання терміна «історична статистика» переважно торкається випадків, коли дослідник звертається до опрацювання значного масиву числових даних з певною внутрішньою неоднорідністю (кількості різних артефактів (археологія), документів різного характеру та змісту, демографічних відомостей, економічних та соціологічних показників) і прагне визначити динаміку та певні закономірності формування обсягу даних, структуру масиву, що має вплинути на формулювання висновків дослідження в необхідному контексті.
В силу специфіки історичного знання та особливостей його джерельної бази найбільш часто С.і. використовується при вивченні модерних суспільств із розвинутими системами збирання і накопичення квантитативної (кількісної) інформації (переписи населення, ведення поточної демографічної та економічної статистики) та економічної історії. У галузі останньої з 1960-х рр. певної популярності набув кліометричний метод (див. Кліометрія), але явним обмежником його поширення є критерій наявності достатньої кількості емпіричного матеріалу масових економічних та статистичних джерел, що знову ж обмежує його вузьким хронологічним періодом пізнього Нового часу або сучасності. У рад. історіографії найбільші здобутки у використанні С.і. належать дослідженням І.Ковальченка (1923—95), головного редактора журналу «История СССР», який виступив у 1970-х рр. ініціатором використання кількісних методів та ЕОМ в історичних дослідженнях. Варіанти застосування нового підходу зосереджувалися у проблематиці соціально-економічної історії Росії 19 — 1-ї третини 20 ст. На початку 21 ст., на новому етапі використання комп'ютерних технологій, у російській науці висуваються пропозиції щодо активнішого застосування «математичного моделювання історичних процесів», але більш-менш евристичні втілення цих методологічних інновацій також обмежуються оцінками демографічних явищ і економічних процесів.